# Bæjarfjall (kulle i Island, Västfjordarna, lat 66,45, long -22,88)
Bæjarfjall är en kulle i republiken Island. Den ligger i regionen Västfjordarna, 260 km norr om huvudstaden Reykjavík.
Trakten runt Bæjarfjall är nära nog obefolkad, med mindre än två invånare per kvadratkilometer. Det finns inga samhällen i närheten.